# Museum Alexandrowka
Koordinaten: 52° 24′ 42,23″ N, 13° 3′ 24,76″ O

Das zweite Haus des Museum Alexandrowka

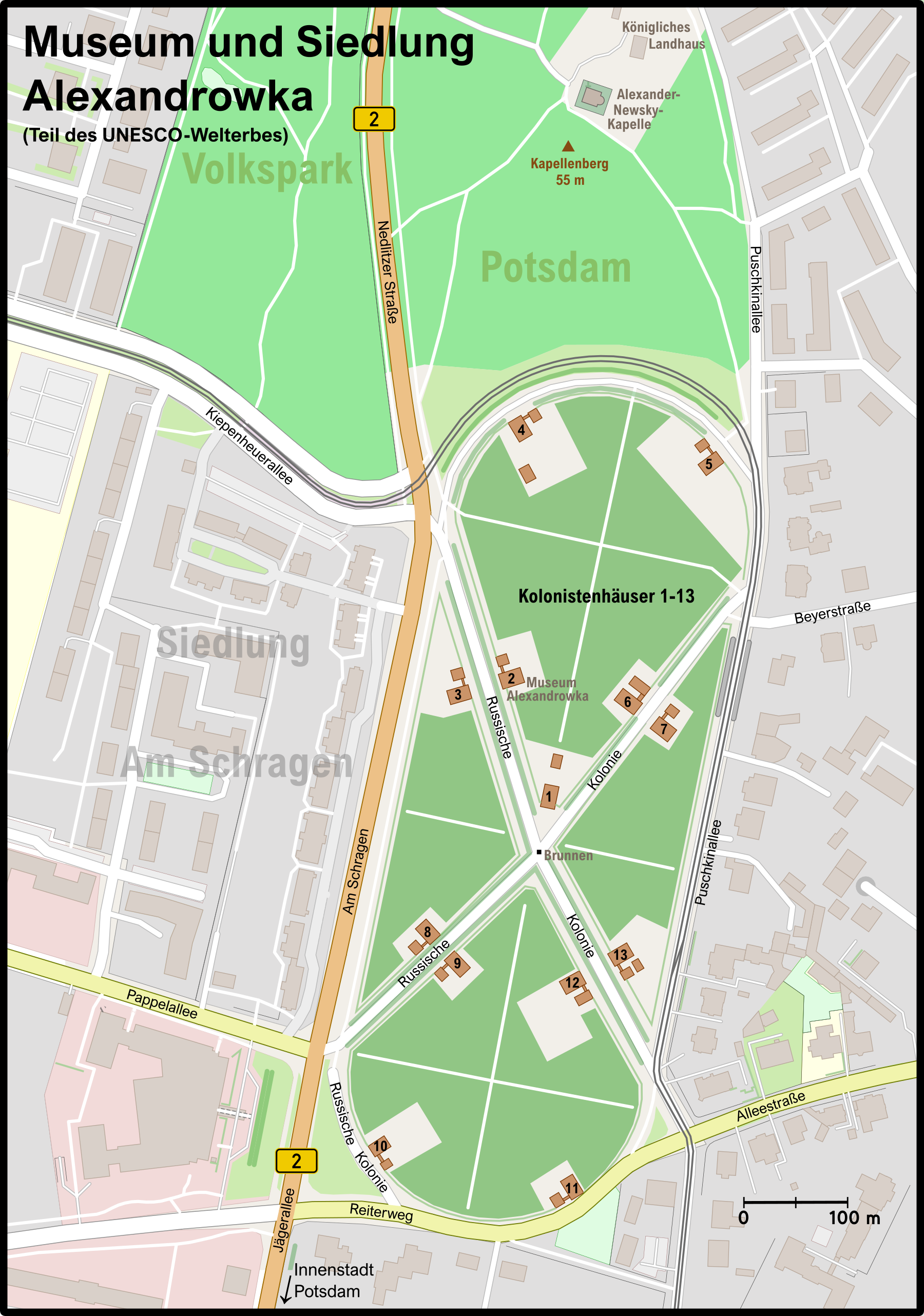
Karte der Russischen Kolonie Alexandrowka

Das Museum Alexandrowka befindet sich im  Haus Nr. 2 der Russischen Kolonie Alexandrowka in Potsdam. Das Gebäude wurde im Jahr 2000 vom Halterner Arzt Hermann A. Kremer erworben und über mehrere Jahre nach denkmalpflegerischen Gesichtspunkten vollständig restauriert.  Der Bauherr hat sich zum Ziel gesetzt, den Besuchern dieses Museums die geschichtliche und architektonische Bedeutung des russischen Dorfes Alexandrowka in anschaulicher Weise näherzubringen. Die Alexandrowka gehört zum Potsdamer Weltkulturerbe.
Das Museumsgebäude stellt  ein bau- und kulturgeschichtliches Denkmal von 1826 dar, ein  Dokumentationszentrum, das regelmäßig auch als deutsch-russische Begegnungsstätte dient. Sechs Museumsräume präsentieren sich im Stil des Biedermeiers. Sie sind mit transparenten Ausstellungstafeln ausgestattet. Die Dauer-Ausstellung zum Thema Kolonie Alexandrowka beinhaltet auch einige Exponate. Die Ausstellung wird durch Filme ergänzt. Im Nebengebäude befindet sich ein Info-Terminal, das als ständig aktualisierte Datenbank und Archiv nutzbar ist. Ein Museumsraum  wird für regelmäßig wechselnde Sonderausstellungen genutzt, ein Begleitbuch zum Museum führt durch die Geschichte der Monarchien Russlands und Preußens um 1826.
Das Museum verfügt außerdem über 2000 Quadratmeter Gartenland als Teil der rekonstruierten Lennéschen Anlage. Hier findet der interessierte Besucher über 500 verschiedene renaturierte Obstgehölze. Der Garten ist Teil der Ausstellung. Ein kleines Bistro und ein kleiner Laden mit  Literaturangeboten und Souvenirs ergänzen den Museumsbesuch.
Die Einrichtung und der Betrieb des Hauses wird von der Potsdam-Stiftung Kremer verwaltet, die von H. A. Kremer im Jahr 2001 gegründet wurde und ihren Sitz in Haltern am See hat. Das Ziel der Stiftung ist die zukünftige Sicherung des Museums als bau- und kulturhistorisches Denkmal.